# Processo de Geib-Spevack

Processo de Geib-Spevack

O Processo de Geib-Spevack, também conhecido como Processo de Sulfeto de Girdler, é um método de produção industrial para filtração de água natural em água pesada (óxido de deutério = D20) usado na procura de partículas, no espectroscópio de deutério NMR, em solventes deutéricos para prótons no espectroscópio NMR, em reatores nucleares com água pesada (como resfriadores e moderadores) e em drogas deuteradas, na indústria farmacêutica.
Karl-Hermann Geib e Jerome S. Spevack independentemente e em paralelo, inventaram o processo em 1943 e o nome deriva das companhias Girdler, que construiu a primeira estação usando o processo.
O método é um processo de troca de isótopos entre H₂S e H₂O (água natural), que produz água pesada em alguns passos. É um processo intensamente energético. Água do mar contem 180 ppm de D2O.
Até seu fechamento, em 1997, Bruce Heavy Water Plant em Ontário (localizado no mesmo local que Douglas Point e o Bruce Nuclear Generating Station) era o maior produtor de água pesada do mundo, com um pico de capacidade de 1600 tonéis por ano (800 tonéis por ano por estação completa, com duas estações operacionais no seu pico). O processo de Geib-Spevack é usado para produzir água pesada e requer 340000 toneladas de água para produzir 1 tonelada de água pesada.
Na Índia a primeira estação  a usar o processo de Geib-Spevack foi em Rawatbhata near Kota, Rajasthan pela Heavy Water Board. Que logo foi seguido pela maior estação em Manuguru, Andhra Pradesh. Outras estações existem nos Estados Unidos e na Romênia.

## O processo
Cada um dos passos consiste em duas colunas de bandejas de peneiras. Em uma das colunas é mantido em 30 °C sendo chamada torre gelada, enquanto a outra coluna é mantida em 130 °C e é chamada torre quente. O processo de enriquecimento é baseado na diferença na separação entre essas temperaturas.
O processo que interessa é a reação de equilíbrio.
| H2O + HDS HDO + H2S |
Em 30 °C, o equilíbrio se mantém constante em K = 2,33, enquanto em 130 °C, K = 1,82. Essa diferença é explorada para enriquecimento de deutério em água pesada.
O gás Sulfeto de Hidrogênio circula num sistema fechado entre a torre gelada e a torre quente (que embora sejam torres separadas, elas também podem ser separadas em seções de uma única torre, com a seção fria na parte superior). A água desmineralizada e desoxigenada alimentam a torre gelada onde a migração do deutério preferencialmente ocorre do gás sulfeto de hidrogênio para água líquida. A água natural alimenta a torre quente onde a transferência de deutério ocorre da água líquida para o gás sulfeto de hidrogênio. Um setup de "cascada" apropriado completa o enriquecimento: água "enriquecida" alimenta a torre gelada e é mais "enriquecida".((carece de fontes}}
Normalmente nesse processo, a água é enriquecida em 15 - 20% de D2O. O enriquecimento adicional dessa reação de água pesada (> 99% D20) ocorre posteriormente em outro processo como, por exemplo, a destilação.